# 14
14 (XIV) var ett normalår som började en måndag i den julianska kalendern.

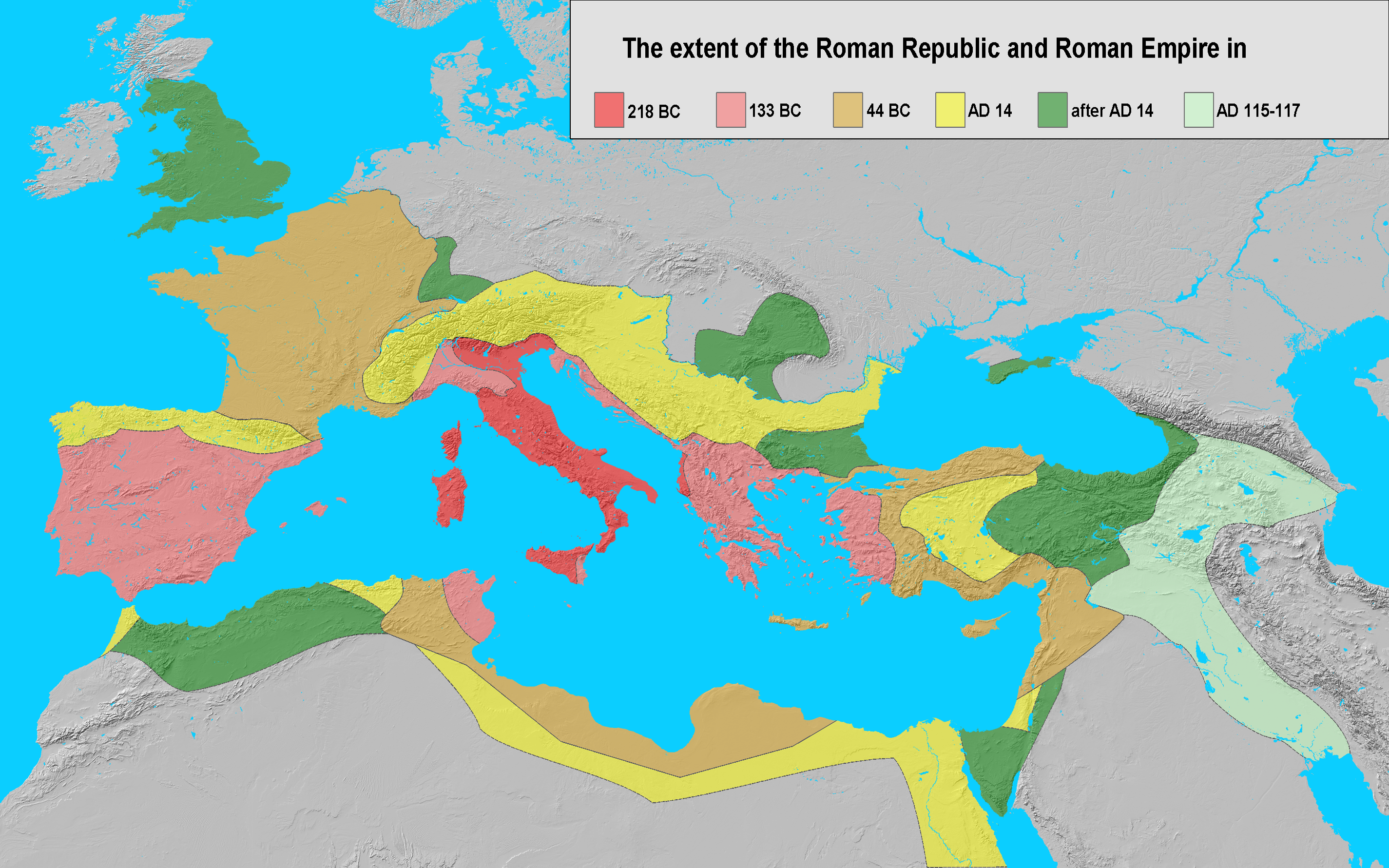
Romerska riket 14 e.Kr. (alla färger utom mörk- och ljusgrönt samt grått).

## Händelser

### September
- 18 september – Sedan Augustus har avlidit den 19 augusti efterträds han som romersk kejsare av sin styvson Tiberius.

### Okänt datum
- Detta är det första året som Tacitus berättar om i sina annaler.
- Legioner vid Rhen gör uppror efter Augustus död men slås ner av Germanicus och Drusus.
- Germanicus blir överbefälhavare i Germanien och påbörjar ett fälttåg som avslutas år 16.
- Augustus förklaras vara gudomlig.
- En folkräkning indikerar att det finns 4 973 000 romerska medborgare.
- Detta är det första året i den kinesiska Xindynastins Tianfeng-era.
- Hungersnöd drabbar Kina, varvid vissa människor tar till kannibalism.

## Avlidna
- 19 augusti – Augustus, romersk kejsare sedan 27 f.Kr.
- 20 augusti – Postumus Agrippa, barnbarn till Augustus
- Julia den äldre, romersk adelsdam, dotter till kejsar Augustus.